# Могольйон

Поширення культури Могольйон та сусідніх культур

Археологічна культура Могольйон — одна з 4-х найбільших історичних культур південного заходу сучасних США, що частково зачіпала також територію північної Мексики. Існувала приблизно від 150 до 1400 року. Назва походить від Могольйонських гір, названих на честь дона Хуана Ігнасіо Флореса Могольйона, губернатора провінції Нова Мексика, що входила до складу віце-королівства Нова Іспанія в 1712—1715 роках.

## Культурні особливості
Культуру відкрито внаслідок археологічних розкопок двох пам'яток — Гарріс-Вілидж у Мімбресі (Нью-Мексико) та Могольйон-Вілидж у верхів'ях річки Сан-Франсиско. Попри схожість із культурою анасазі, знахідки з цих пам'яток мали свої специфічні риси.
Походження культури Могольйон залишається предметом суперечок. За однією з моделей, культура виникла з попередньої «пустельної архаїчної» традиції, яка походила, у свою чергу, від перших доісторичних мешканців (епохи пізнього плейстоцену) цієї території (близько 1300 до н. е.). Згідно з альтернативною версією, культура Могольйон була нащадком ранніх фермерів, які мігрували із сільськогосподарських регіонів у центральній Мексиці близько 1200 року. до н. е., і які замінили нащадків Пустельної архаїчної культури.
Дослідження культури Могольйон виявили низку її регіональних варіантів, серед яких найбільшу популярність і визнання в історичній літературі здобула культура Мімбрес. Інші локальні варіанти культури Могольйон: Jornada, Forestdale, Reserve, Point of Pines (або Black River), San Antonio, Upper.
Хоча культура Мімбрес — найвідоміший варіант культури Могольйон, часовий період її існування та область поширення були значно меншими, ніж для всієї культури Могольйон.
З культурою Могольйон нерідко ототожнюють археологічну пам'ятку Касас-Ґрандес (Пакіме) у Мексиці; інші дослідники виділяють їх у окрему культуру.

### Культура Мімбрес
Термін «Мімбрес» може, залежно від контексту, означати підрегіон області поширення культури Могольйон, або період, «класичну стадію Мімбрес». Область поширення культури Мімбрес включала долину Мімбрес, верхів'я річки Гіла та частини верхів'їв річки Сан-Франсиско на південному заході штату Нью-Мексико та південному сході Аризони.
Відмінність області Мімбрес від інших зон культури Могольйон найочевидніша для Третього кола (близько 825—1000 н. е.) та Класичної культури Мімбрес (1000—1150 н. е.), коли архітектурні споруди та чорно-біла кераміка набувають характерних для цього місця форм і стилів. Кераміка класичної стадії Мімбрес здобула настільки значну популярність, що на початку XX століття її стиль відтворено на обідньому посуді Залізниць Санта-Фе.
Поселення з будинками-криницями Стадії Третього кола (близько 825/850—1000 н. е.) культури Мімбрес мають свої характерні риси. Будинки — строго чотирибічні, зазвичай з гострими кутами, покритими штукатуркою підлогами та стінами. Площа підлоги близько 17 м2. Серед місцевих стилів кераміки слід відзначити ранні форми характерної чорно-білої кераміки з червоним малюнком на кремовому тлі, а також рельєфну без малюнка. Великі церемоніальні споруди (відомі під назвою «ківа») викопані глибоко в ґрунті, нерідко включають певні церемоніальні приладдя, такі як барабани для ноги або колоди з канавкою.
Пуебло (поселення), що відносяться до класичної стадії Мімбрес (1000—1150 рр. н. е.), могли бути досить великими, деякі складалися з груп комплексних блоків приміщень — до 150 кімнат у кожному, і групувалися навколо площі. Церемоніальні споруди нагадували споруди інших підкультур Могольйон. Ківи (святилища) були напівпідземними.

#### Кераміка Мімбрес

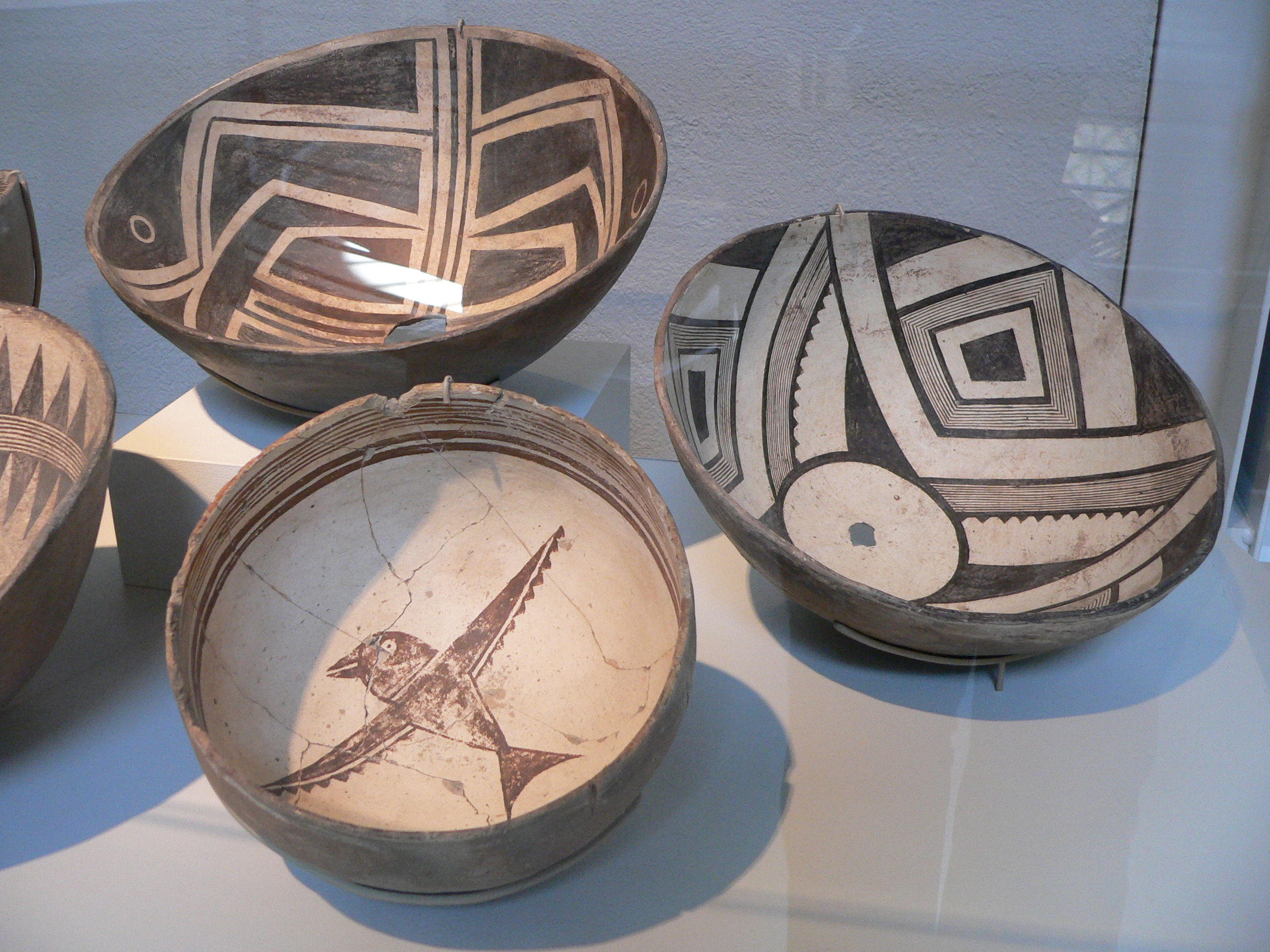
Чаші культури Мімбрес в Стенфордському університеті

Кераміка Мімбрес (часто це чаші з витонченими малюнками) має своєрідний стиль, нерідко прикрашена геометричними або фігурними малюнками тварин, людей і культурних символів чорною фарбою по світлій поверхні. Багато з цих зображень знаходять паралелі в культурах північної та центральної Мексики. На ранній кераміці нерідко зображено фігуру однієї тварини, оточену складними симетричними зображеннями. На класичній кераміці може бути представлено кілька фігур тварин, людей тощо в оточенні геометричних малюнків. Зустрічаються зображення птахів, наприклад, індичок, що поїдають комах, або людей, що ловлять птахів у саду.
Нерідко кераміку Мімбрес знаходили у похованнях, причому в центрі керамічних виробів було пробито отвір. Іноді чаша накривала обличчя похованого. Сліди зношування на кераміці свідчать про те, що їх використовували в побуті, а не виготовляли спеціально для поховання.
Стиль Мімбрес був настільки характерним і своєрідним, що донедавна археологи ототожнювали його зникнення близько 1130—1150 років зі «зникненням» творців цієї кераміки. Пізніші дослідження показали, що хоча в цей період чисельність населення долини Мімбрес дійсно істотно знизилася, проте частина населення залишилась, а кераміка почала більше нагадувати вироби сусідніх народів, та разом з тим стала поширюватись і серед сусідів.

## Географічне розташування
Могольйонці заселяли територію високогірних пустель на території сучасних штатів Нью-Мексико та Техас у США, а також Чіуауа та Сонора в Мексиці. Спочатку могольйонці харчувалися грубою їжею, займалися примітивним сільським господарством. Протягом 1 тис. н. е. залежність від сільського господарства зросла. Меліоративні засоби були поширеними серед жителів культури Мімбрес у X—XII столітті.
Вигляд і густота населення поселень культури Мімбрес змінювалися з часом. Найраніші могольйонські поселення були дуже маленькими і складалися з кількох будинків-колодязів із солом'яним або очеретяним дахом, який спирався на грати з кількох балок. Згодом розміри поселень збільшувалися, і на 11 століття з'явилися поселення з будинками, встановленими на поверхні, з кам'яними або саманними стінами, з балковими дахами. Скельні житла, подібні до жител анасазі, набули поширення в XIII і XIV століттях.

## Археологічні пам'ятки
Археологічні пам'ятки, які пов'язують з культурою Могольйон, виявлено в пустелі Гіла в долині річки Мімбрес, у Пакіме та Уеко-Танкс. 16 листопада 1907 року скельні житла долини Гіли оголошено національною пам'яткою США. Руїни Кінішби мають риси як культури Могольйон, так і сусідньої культури Анасазі.

## Нащадки
Згодом територію, яку займала культура Могольйон, заселили апачі, що прийшли з півночі. На думку археологів, культура сучасних народів хопі та зуні із групи пуебло дуже схожа на культуру Могольйон. Сучасні пуебло в усних переказах зберігають спогади про кілька культур, від яких вони походять — анасазі, могольйон, хохокам і патаян.